# 玉枢虎儿吐华
玉枢虎儿吐华（?—?），元朝大臣，康里人，元惠宗时中书右丞，亦纳脱脱的儿子。
玉枢虎儿吐华担任同知枢密院事，至正九年（1349年），拜为中书参知政事。至正十年（1350年），升任为中书右丞。至正十一年（1351年），征发民工十五万、军士二万修治黄河，他和枢密院同知黑厮率军监临。至正十三年（1353年），出为四川行省平章政事，朝廷准许他便宜行事。他和右丞完者不花镇守中兴路（今湖北省荆州市），镇压徐寿辉起义。至正十四年（1354年），招募兵马万人下蜀江，替代答失八都鲁守中兴、荆门。至正十五年（1355年），受命帮助普颜帖木儿诏谕沔阳倪文俊起义军，没有成功，不久去世。